# Vanda flabellata
Vanda flabellata är en orkidéart som först beskrevs av Robert Allen Rolfe och Dorothy Downie, och fick sitt nu gällande namn av Eric Alston Christenson. Vanda flabellata ingår i släktet Vanda och familjen orkidéer. Inga underarter finns listade i Catalogue of Life.

## Bildgalleri

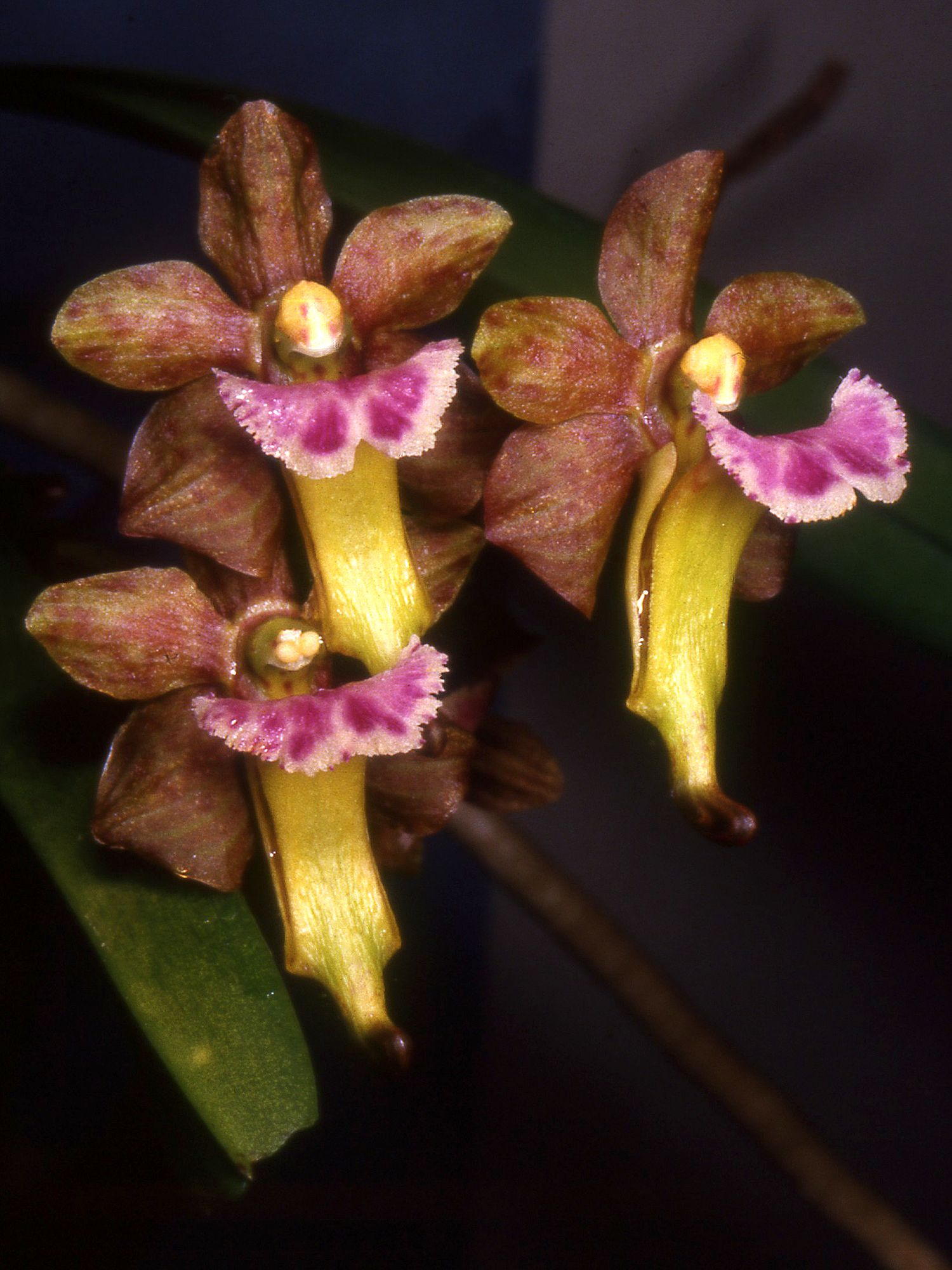